# Pietro De Martino

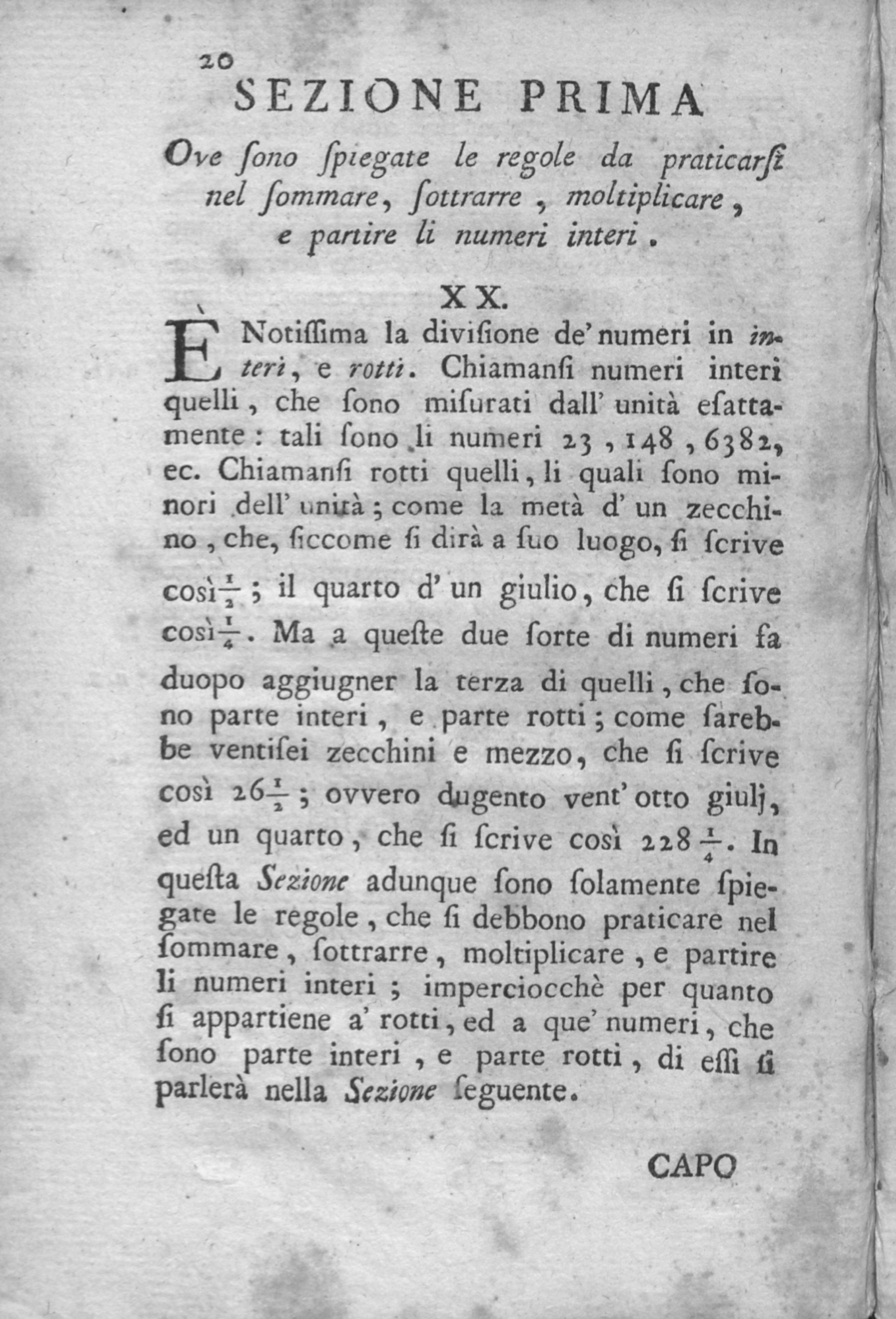
Nuove instituzioni di aritmetica pratica, sezione prima (ed. 1762)

Pietro De Martino o Di Martino (Faicchio, 31 maggio 1707 – Napoli, 28 gennaio 1746) è stato un matematico e astronomo italiano.

## Biografia
Nacque da Cesare ed Agata Ferrari, in una famiglia agiata di Faicchio. Il fratello Angelo (Faicchio, 10 maggio 1699 - Napoli, 1744 ca.) fu professore prima alla cattedra fisico-medica, poi di matematica all'università di Napoli, mentre Nicolò Antonio Di Martino fu professore di matematica e direttore del Real Corpo degli Ingegneri e Guardia Marina.
Pietro fu allievo di Agostino Ariani e di Giacinto De Cristoforo (1650-1730). Nel 1732 andò a Bologna per specializzarsi in astronomia sotto la guida di Eustachio Manfredi e Eustachio Zanotti. Nel 1735 gli fu affidata la cattedra di Astronomia e Nautica all'Università di Napoli. Il 1 gennaio 1735 fece la sua prima osservazione del passaggio in meridiano del Sole con un quadrante di Domenico Lusverg dal monastero benedettino dei SS. Severino e Sossio, l'attuale sede dell'Archivio di Stato di Napoli. Al termine della campagna di osservazione calcolò con buona precisione la latitudine di Napoli.
Ebbe una disputa con Ruggero Giuseppe Boscovich se fosse possibile giungere a un risultato corretto a partire da un'ipotesi errata.
Fu autore di varie opere; la sua Nuove istituzioni di aritmetica pratica, pubblicata per la prima volta a Napoli nel 1739, ebbe numerose ristampe (la più nota del 1758; una a Torino nel 1762).
Fu socio dell'Accademia delle Scienze dell'Istituto di Bologna (1732).

## Opere
- Degli elementi della geometria piana composti da Euclide Megarese, e tradotti in italiano, ed illustrati, Napoli, Alessio Pellecchia, 1785  [1736].
- (LA) Philosophiae naturalis institutionum libri tres, Napoli, Felice Carlo Mosca, 1738.
- Nuove istituzioni di aritmetica pratica, Napoli, Felice Carlo Mosca, 1739.
- Nuove instituzioni di aritmetica pratica, Torino, Stamperia Reale, 1762  [1739].
- (LA) De luminis refractione et motu, Napoli, 1740.
- (LA) De corporum quae moventur viribus, earumque aestimandarum ratione, Napoli, Felice Mosca, 1741.